# باد فرانکن‌هاوزن/کیفرهویزر
شهر باد فرانکن‌هاوزن (به آلمانی: Bad Frankenhausen/Kyffhäuser) در ایالت تورینگن در کشور آلمان واقع شده است.